# Apolônia (Migdônia)
Apolônia (português brasileiro) ou Apolónia (português europeu) (em grego: Ἀπολλωνία; romaniz.: Apollonia) foi uma cidade da Migdônia na Macedônia, a sul do lago Bolbe (Athen. VIII. p. 334, e.), e ao norte das montanhas Calcídicas, na estrada entre Tessalônica e Anfípolis, conforme mencionada no livro dos Atos dos Apóstolos (Atos 17) durante a segunda viagem missionária de Paulo, no Itinerário de Antonino. (Itin. Anton. pp. 320, 330; Itin Hierosol. p. 605; Tab. Peuting.) e Plínio, o Velho (IV. 10. s. 17. § 38) menciona esta Apolônia.